# Fraktion der Vereinigten Europäischen Linken (PACE)
Die Fraktion der Vereinigten Europäischen Linken (engl. Group of the Unified European Left, UEL) ist eine Fraktion in der Parlamentarischen Versammlung des Europarates (PACE). Ihr gehören Mitglieder linker, sozialistischer und kommunistischer Parteien an. Ihr gehören derzeit 32 der 318 Mitglieder und 318 Stellvertreter der Parlamentarischen Versammlung an.

## Mitglieder
Die Mitglieder gehören folgenden Parteien an (Stand 23. Oktober 2016):
| Land              | Partei                                     | Europapartei    |
| ----------------- | ------------------------------------------ | --------------- |
| Dänemark          | Enhedslisten – de rød-grønne               | EL              |
| Dänemark          | Alternativet                               | –               |
| Dänemark Grönland | Inuit Ataqatigiit                          | NGLA            |
| Deutschland       | Die Linke                                  | EL              |
| Griechenland      | Synaspismos Rizospastikis Aristeras        | EL              |
| Griechenland      | Kommunistische Partei Griechenlands        | INITIATIVE      |
| Irland            | Sinn Féin                                  | –               |
| Island            | Links-Grüne Bewegung                       | NGLA            |
| Moldau            | Partei der Kommunisten der Republik Moldau | EL              |
| Niederlande       | Socialistische Partij                      | EL              |
| Norwegen          | Sosialistisk Venstreparti                  | NGLA            |
| Portugal          | Partido Comunista Português                | –               |
| San Marino        | Sinistra Unita                             | –               |
| Schweden          | Vänsterpartiet                             | NGLA            |
| Slowenien         | Združena levica                            | –               |
| Spanien           | Podemos                                    | –               |
| Tschechien        | Komunistická strana Čech a Moravy          | EL (Beobachter) |
| Türkei            | Halkların Demokratik Partisi               | –               |
| Zypern            | Anorthotiko Komma Ergazomenou Laou         | EL (Beobachter) |